# رز ایرانی (رنگ)
رنگ رز ایرانی یکی از رنگ‌هایی است که از سال ۱۹۹۲ وارد ادبیات انگلیسی شده و به صورتی شباهت دارد.